# Língua dos papanases
A língua dos papanases foi uma língua do tronco tupi, falada no sul do estado do Espírito Santo. Era falada pelos papanases, um povo indígena atualmente extinto.